# Llista de jaciments paleontològics del Pallars Jussà
Llista de jaciments paleontològics del Pallars Jussà inclosos en l'Inventari del Patrimoni Arqueològic i Paleontològic de Catalunya (IPAPC). El conjunt de jaciments d'Abella de la Conca, Icnites d'Abella-1, Abella-2 i el Barranc de la Fonguera, tenen la màxima figura de protecció com a béns culturals d'interès nacional.
| Nom                                               | Protecció | Cronologia                     | Localització                                             | Codi        | Imatge |
| ------------------------------------------------- | --------- | ------------------------------ | -------------------------------------------------------- | ----------- | --- |
| El Barranc de la Costa Gran                       |           | Campanià                       | Isona i Conca Dellà (Pallars Jussà)                      | IPAPC-9005  | {{ca\|El Barranc de la Costa Gran (Isona i Conca Dellà)}} · {{WLE-AD-ES\|IPAPC-9005}} · {{Object location dec\|42.168030\|1.012803\|region:ES-CT_type:landmark_source:cawiki}} · [[Categoria:Paleontological sites in Catalonia]]                        |
| Barranc d'Orcau                                   |           | Campanià                       | Isona i Conca Dellà (Pallars Jussà)                      | IPAPC-9060  | {{ca\|Barranc d'Orcau (Isona i Conca Dellà)}} · {{WLE-AD-ES\|IPAPC-9060}} · {{Object location dec\|42.158648\|0.971216\|region:ES-CT_type:landmark_source:cawiki}} · [[Categoria:Paleontological sites in Catalonia]]                                    |
| Sant Romà d'Abella                                |           | Cretaci superior               | Isona i Conca Dellà (Pallars Jussà)                      | IPAPC-9063  | {{ca\|Sant Romà d'Abella (Isona i Conca Dellà)}} · {{WLE-AD-ES\|IPAPC-9063}} · {{Object location dec\|42.155593\|1.051781\|region:ES-CT_type:landmark_source:cawiki}} · [[Categoria:Paleontological sites in Catalonia]]                                 |
| La Vila Vella, o els Corrals                      |           | Maastrichtià                   | Isona i Conca Dellà (Pallars Jussà)                      | IPAPC-12037 | {{ca\|La Vila Vella (Isona i Conca Dellà)}} · {{WLE-AD-ES\|IPAPC-12037}} · {{Object location dec\|42.171851\|1.017078\|region:ES-CT_type:landmark_source:cawiki}} · [[Categoria:Paleontological sites in Catalonia]]                                     |
| Barranc de Farreres, o la Vinya                   |           | Maastrichtià                   | Isona i Conca Dellà (Pallars Jussà)                      | IPAPC-12038 | {{ca\|Barranc de Farreres (Isona i Conca Dellà)}} · {{WLE-AD-ES\|IPAPC-12038}} · {{Object location dec\|42.159771\|0.974158\|region:ES-CT_type:landmark_source:cawiki}} · [[Categoria:Paleontological sites in Catalonia]]                               |
| Tossal de Doba, o Llau Fonda                      |           | Cretaci superior               | Abella de la Conca i Isona i Conca Dellà (Pallars Jussà) | IPAPC-12039 | {{ca\|Tossal de Doba (Pallars Jussà)}} · {{WLE-AD-ES\|IPAPC-12039}} · {{Object location dec\|42.154434\|1.057777\|region:ES-CT_type:landmark_source:cawiki}} · [[Categoria:Paleontological sites in Catalonia]]                                          |
| Icnites d'Abella-1                                | BCIN      | Cretaci superior               | Abella de la Conca (Pallars Jussà)                       | IPAPC-13034 | {{ca\|Icnites d'Abella-1 (Abella de la Conca)}} · {{WLE-AD-ES\|IPAPC-13034}} · {{Object location dec\|42.155073\|1.074730\|region:ES-CT_type:landmark_source:cawiki}} · [[Categoria:Paleontological sites in Catalonia]]                                 |
| Jaciment paleontològic dels Miquels de Moror      |           | Santonià                       | Sant Esteve de la Sarga (Pallars Jussà)                  | IPAPC-13054 | {{ca\|Jaciment paleontològic dels Miquels de Moror (Sant Esteve de la Sarga)}} · {{WLE-AD-ES\|IPAPC-13054}} · {{Object location dec\|42.070062\|0.834995\|region:ES-CT_type:landmark_source:cawiki}} · [[Categoria:Paleontological sites in Catalonia]]  |
| Barranc dels Anglesos, o les Llaus                |           | Cretaci superior               | Abella de la Conca (Pallars Jussà)                       | IPAPC-13057 | {{ca\|Barranc dels Anglesos (Abella de la Conca)}} · {{WLE-AD-ES\|IPAPC-13057}} · {{Object location dec\|42.153240\|1.059723\|region:ES-CT_type:landmark_source:cawiki}} · [[Categoria:Paleontological sites in Catalonia]]                              |
| Collades de Basturs                               |           | Senonià                        | Abella de la Conca i Isona i Conca Dellà (Pallars Jussà) | IPAPC-13066 | {{ca\|Collades de Basturs (Pallars Jussà)}} · {{WLE-AD-ES\|IPAPC-13066}} · {{Object location dec\|42.167694\|1.041716\|region:ES-CT_type:landmark_source:cawiki}} · [[Categoria:Paleontological sites in Catalonia]]                                     |
| Abella-2                                          | BCIN      | Maastrichtià                   | Abella de la Conca (Pallars Jussà)                       | IPAPC-13184 | {{ca\|Abella-2 (Abella de la Conca)}} · {{WLE-AD-ES\|IPAPC-13184}} · {{Object location dec\|42.154058\|1.067006\|region:ES-CT_type:landmark_source:cawiki}} · [[Categoria:Paleontological sites in Catalonia]]                                           |
| El Barranc de la Fonguera                         | BCIN      | Maastrichtià                   | Abella de la Conca (Pallars Jussà)                       | IPAPC-13185 | {{ca\|El Barranc de la Fonguera (Abella de la Conca)}} · {{WLE-AD-ES\|IPAPC-13185}} · {{Object location dec\|42.153080\|1.113321\|region:ES-CT_type:landmark_dim:5000_source:cawiki}} · [[Categoria:Barranc de Fonguera (Abella de la Conca)]]           |
| Basturs-1                                         |           | Campanià                       | Isona i Conca Dellà (Pallars Jussà)                      | IPAPC-13195 | {{ca\|Basturs-1 (Isona i Conca Dellà)}} · {{WLE-AD-ES\|IPAPC-13195}} · {{Object location dec\|42.171666\|1.014475\|region:ES-CT_type:landmark_source:cawiki}} · [[Categoria:Paleontological sites in Catalonia]]                                         |
| Basturs-2                                         |           | Cretaci superior               | Isona i Conca Dellà (Pallars Jussà)                      | IPAPC-13199 | {{ca\|Basturs-2 (Isona i Conca Dellà)}} · {{WLE-AD-ES\|IPAPC-13199}} · {{Object location dec\|42.170993\|1.019586\|region:ES-CT_type:landmark_source:cawiki}} · [[Categoria:Paleontological sites in Catalonia]]                                         |
| Basturs Poble                                     |           | Cretaci superior               | Isona i Conca Dellà (Pallars Jussà)                      | IPAPC-13200 | {{ca\|Basturs Poble (Isona i Conca Dellà)}} · {{WLE-AD-ES\|IPAPC-13200}} · {{Object location dec\|42.150202\|1.006747\|region:ES-CT_type:landmark_source:cawiki}} · [[Categoria:Paleontological sites in Catalonia]]                                     |
| Sant Romà d'Abella 2, o Sant Romà d'Abella        |           | Maastrichtià                   | Abella de la Conca i Isona i Conca Dellà (Pallars Jussà) | IPAPC-13201 | {{ca\|Sant Romà d'Abella 2 (Pallars Jussà)}} · {{WLE-AD-ES\|IPAPC-13201}} · {{Object location dec\|42.156126\|1.052778\|region:ES-CT_type:landmark_source:cawiki}} · [[Categoria:Paleontological sites in Catalonia]]                                    |
| Molí del Baró                                     |           | Maastrichtià                   | Isona i Conca Dellà (Pallars Jussà)                      | IPAPC-13202 | {{ca\|Molí del Baró (Isona i Conca Dellà)}} · {{WLE-AD-ES\|IPAPC-13202}} · {{Object location dec\|42.144778\|1.044713\|region:ES-CT_type:landmark_source:cawiki}} · [[Categoria:Paleontological sites in Catalonia]]                                     |
| Orcau-1                                           |           | Campanià                       | Isona i Conca Dellà (Pallars Jussà)                      | IPAPC-13203 | {{ca\|Orcau-1 (Isona i Conca Dellà)}} · {{WLE-AD-ES\|IPAPC-13203}} · {{Object location dec\|42.159507\|0.972926\|region:ES-CT_type:landmark_source:cawiki}} · [[Categoria:Paleontological sites in Catalonia]]                                           |
| Icnites d'Orcau 2                                 |           | Campanià                       | Isona i Conca Dellà (Pallars Jussà)                      | IPAPC-13205 | {{ca\|Icnites d'Orcau 2 (Isona i Conca Dellà)}} · {{WLE-AD-ES\|IPAPC-13205}} · {{Object location dec\|42.164640\|0.990345\|region:ES-CT_type:landmark_source:cawiki}} · [[Categoria:Paleontological sites in Catalonia]]                                 |
| Icnites de la Posa                                |           | Campanià                       | Isona i Conca Dellà (Pallars Jussà)                      | IPAPC-13207 | {{ca\|Icnites de la Posa (Isona i Conca Dellà)}} · {{WLE-AD-ES\|IPAPC-13207}} · {{Object location dec\|42.126845\|1.075733\|region:ES-CT_type:landmark_source:cawiki}} · [[Categoria:Parc Cretari de la Posa]]                                           |
| Icnites de Goberres                               |           | Campanià                       | Isona i Conca Dellà (Pallars Jussà)                      | IPAPC-13208 | {{ca\|Icnites de Goberres (Isona i Conca Dellà)}} · {{WLE-AD-ES\|IPAPC-13208}} · {{Object location dec\|42.116757\|1.076060\|region:ES-CT_type:landmark_source:cawiki}} · [[Categoria:Paleontological sites in Catalonia]]                               |
| Els Nerets (Vilamitjana-1)                        |           | Campanià                       | Tremp (Pallars Jussà)                                    | IPAPC-13209 | {{ca\|Els Nerets (Tremp)}} · {{WLE-AD-ES\|IPAPC-13209}} · {{Object location dec\|42.159063\|0.927694\|region:ES-CT_type:landmark_source:cawiki}} · [[Categoria:Paleontological sites in Catalonia]]                                                      |
| Suterranya                                        |           | Campanià                       | Tremp (Pallars Jussà)                                    | IPAPC-13210 | {{ca\|Suterranya (Tremp)}} · {{WLE-AD-ES\|IPAPC-13210}} · {{Object location dec\|42.158579\|0.944069\|region:ES-CT_type:landmark_source:cawiki}} · [[Categoria:Paleontological sites in Catalonia]]                                                      |
| Barranc de la Posa-2                              |           | Campanià                       | Isona i Conca Dellà (Pallars Jussà)                      | IPAPC-13218 | {{ca\|Barranc de la Posa-2 (Isona i Conca Dellà)}} · {{WLE-AD-ES\|IPAPC-13218}} · {{Object location dec\|42.130288\|1.071766\|region:ES-CT_type:landmark_source:cawiki}} · [[Categoria:Paleontological sites in Catalonia]]                              |
| Barranc dels Corrals                              |           | Maastrichtià                   | Isona i Conca Dellà (Pallars Jussà)                      | IPAPC-13219 | {{ca\|Barranc dels Corrals (Isona i Conca Dellà)}} · {{WLE-AD-ES\|IPAPC-13219}} · {{Object location dec\|42.162206\|1.014014\|region:ES-CT_type:landmark_source:cawiki}} · [[Categoria:Paleontological sites in Catalonia]]                              |
| Basturs Est                                       |           | Des de Campanià a Maastrichtià | Isona i Conca Dellà (Pallars Jussà)                      | IPAPC-13220 | {{ca\|Basturs Est (Isona i Conca Dellà)}} · {{WLE-AD-ES\|IPAPC-13220}} · {{Object location dec\|42.160193\|1.027809\|region:ES-CT_type:landmark_source:cawiki}} · [[Categoria:Paleontological sites in Catalonia]]                                       |
| Basturs 3                                         |           | Campanià                       | Isona i Conca Dellà (Pallars Jussà)                      | IPAPC-13221 | {{ca\|Basturs 3 (Isona i Conca Dellà)}} · {{WLE-AD-ES\|IPAPC-13221}} · {{Object location dec\|42.165595\|1.020520\|region:ES-CT_type:landmark_source:cawiki}} · [[Categoria:Paleontological sites in Catalonia]]                                         |
| Basturs 4                                         |           | Campanià                       | Isona i Conca Dellà (Pallars Jussà)                      | IPAPC-13222 | {{ca\|Basturs 4 (Isona i Conca Dellà)}} · {{WLE-AD-ES\|IPAPC-13222}} · {{Object location dec\|42.175770\|1.016801\|region:ES-CT_type:landmark_source:cawiki}} · [[Categoria:Paleontological sites in Catalonia]]                                         |
| Basturs 5                                         |           | Campanià                       | Isona i Conca Dellà (Pallars Jussà)                      | IPAPC-13223 | {{ca\|Basturs 5 (Isona i Conca Dellà)}} · {{WLE-AD-ES\|IPAPC-13223}} · {{Object location dec\|42.172339\|1.013912\|region:ES-CT_type:landmark_source:cawiki}} · [[Categoria:Paleontological sites in Catalonia]]                                         |
| Casa Fabà                                         |           | Campanià                       | Isona i Conca Dellà (Pallars Jussà)                      | IPAPC-13224 | {{ca\|Casa Fabà (Isona i Conca Dellà)}} · {{WLE-AD-ES\|IPAPC-13224}} · {{Object location dec\|42.162866\|0.990346\|region:ES-CT_type:landmark_source:cawiki}} · [[Categoria:Paleontological sites in Catalonia]]                                         |
| Costa de la Coma                                  |           | Cretaci superior               | Isona i Conca Dellà (Pallars Jussà)                      | IPAPC-13225 | {{ca\|Costa de la Coma (Isona i Conca Dellà)}} · {{WLE-AD-ES\|IPAPC-13225}} · {{Object location dec\|42.140139\|1.013590\|region:ES-CT_type:landmark_source:cawiki}} · [[Categoria:Paleontological sites in Catalonia]]                                  |
| Costa de Santa Llúcia                             |           | Campanià                       | Isona i Conca Dellà (Pallars Jussà)                      | IPAPC-13226 | {{ca\|Costa de Santa Llúcia (Isona i Conca Dellà)}} · {{WLE-AD-ES\|IPAPC-13226}} · {{Object location dec\|42.161223\|1.041940\|region:ES-CT_type:landmark_source:cawiki}} · [[Categoria:Paleontological sites in Catalonia]]                             |
| Els Esfons                                        |           | Campanià                       | Isona i Conca Dellà (Pallars Jussà)                      | IPAPC-13227 | {{ca\|Els Esfons (Isona i Conca Dellà)}} · {{WLE-AD-ES\|IPAPC-13227}} · {{Object location dec\|42.162824\|0.993586\|region:ES-CT_type:landmark_source:cawiki}} · [[Categoria:Paleontological sites in Catalonia]]                                        |
| Els Pous                                          |           | Maastrichtià                   | Isona i Conca Dellà (Pallars Jussà)                      | IPAPC-13228 | {{ca\|Els Pous (Isona i Conca Dellà)}} · {{WLE-AD-ES\|IPAPC-13228}} · {{Object location dec\|42.162186\|1.015407\|region:ES-CT_type:landmark_source:cawiki}} · [[Categoria:Paleontological sites in Catalonia]]                                          |
| Enroda Nord                                       |           | Maastrichtià                   | Isona i Conca Dellà (Pallars Jussà)                      | IPAPC-13229 | {{ca\|Enroda Nord (Isona i Conca Dellà)}} · {{WLE-AD-ES\|IPAPC-13229}} · {{Object location dec\|42.155946\|1.041715\|region:ES-CT_type:landmark_source:cawiki}} · [[Categoria:Paleontological sites in Catalonia]]                                       |
| Fornons                                           |           | Maastrichtià                   | Isona i Conca Dellà (Pallars Jussà)                      | IPAPC-13230 | {{ca\|Fornons (Isona i Conca Dellà)}} · {{WLE-AD-ES\|IPAPC-13230}} · {{Object location dec\|42.135787\|1.021537\|region:ES-CT_type:landmark_source:cawiki}} · [[Categoria:Paleontological sites in Catalonia]]                                           |
| Les Feixes                                        |           | Maastrichtià                   | Isona i Conca Dellà (Pallars Jussà)                      | IPAPC-13231 | {{ca\|Les Feixes (Isona i Conca Dellà)}} · {{WLE-AD-ES\|IPAPC-13231}} · {{Object location dec\|42.155177\|1.022046\|region:ES-CT_type:landmark_source:cawiki}} · [[Categoria:Paleontological sites in Catalonia]]                                        |
| Lo Bas-1                                          |           | Campanià                       | Isona i Conca Dellà (Pallars Jussà)                      | IPAPC-13232 | {{ca\|Lo Bas-1 (Isona i Conca Dellà)}} · {{WLE-AD-ES\|IPAPC-13232}} · {{Object location dec\|42.159046\|1.040506\|region:ES-CT_type:landmark_source:cawiki}} · [[Categoria:Paleontological sites in Catalonia]]                                          |
| Lo Bas-2                                          |           | Campanià                       | Isona i Conca Dellà (Pallars Jussà)                      | IPAPC-13233 | {{ca\|Lo Bas-2 (Isona i Conca Dellà)}} · {{WLE-AD-ES\|IPAPC-13233}} · {{Object location dec\|42.160864\|1.028884\|region:ES-CT_type:landmark_source:cawiki}} · [[Categoria:Paleontological sites in Catalonia]]                                          |
| Mare de Déu de l'Àrnec                            |           | Campanià                       | Isona i Conca Dellà (Pallars Jussà)                      | IPAPC-13234 | {{ca\|Mare de Déu de l'Àrnec (Isona i Conca Dellà)}} · {{WLE-AD-ES\|IPAPC-13234}} · {{Object location dec\|42.163494\|1.016464\|region:ES-CT_type:landmark_source:cawiki}} · [[Categoria:Paleontological sites in Catalonia]]                            |
| Orcau-3                                           |           | Campanià                       | Isona i Conca Dellà (Pallars Jussà)                      | IPAPC-13235 | {{ca\|Orcau-3 (Isona i Conca Dellà)}} · {{WLE-AD-ES\|IPAPC-13235}} · {{Object location dec\|42.163334\|0.989557\|region:ES-CT_type:landmark_source:cawiki}} · [[Categoria:Paleontological sites in Catalonia]]                                           |
| Prop del Sòl                                      |           | Campanià                       | Isona i Conca Dellà (Pallars Jussà)                      | IPAPC-13236 | {{ca\|Prop del Sòl (Isona i Conca Dellà)}} · {{WLE-AD-ES\|IPAPC-13236}} · {{Object location dec\|42.112590\|1.021932\|region:ES-CT_type:landmark_source:cawiki}} · [[Categoria:Paleontological sites in Catalonia]]                                      |
| Jaciment paleontològic de Pui de Julí             |           | Campanià                       | Isona i Conca Dellà (Pallars Jussà)                      | IPAPC-13237 | {{ca\|Jaciment paleontològic de Pui de Julí (Isona i Conca Dellà)}} · {{WLE-AD-ES\|IPAPC-13237}} · {{Object location dec\|42.111748\|1.054213\|region:ES-CT_type:landmark_source:cawiki}} · [[Categoria:Paleontological sites in Catalonia]]             |
| Serrat de Pelleu                                  |           | Maastrichtià                   | Isona i Conca Dellà (Pallars Jussà)                      | IPAPC-13238 | {{ca\|Serrat de Pelleu (Isona i Conca Dellà)}} · {{WLE-AD-ES\|IPAPC-13238}} · {{Object location dec\|42.137760\|0.975474\|region:ES-CT_type:landmark_source:cawiki}} · [[Categoria:Paleontological sites in Catalonia]]                                  |
| Serrat de Sanguín                                 |           | Maastrichtià                   | Isona i Conca Dellà (Pallars Jussà)                      | IPAPC-13239 | {{ca\|Serrat de Sanguín (Isona i Conca Dellà)}} · {{WLE-AD-ES\|IPAPC-13239}} · {{Object location dec\|42.154478\|0.991056\|region:ES-CT_type:landmark_source:cawiki}} · [[Categoria:Paleontological sites in Catalonia]]                                 |
| El Serrat del Rostiar-1                           |           | Maastrichtià                   | Isona i Conca Dellà (Pallars Jussà)                      | IPAPC-13240 | {{ca\|El Serrat del Rostiar-1 (Isona i Conca Dellà)}} · {{WLE-AD-ES\|IPAPC-13240}} · {{Object location dec\|42.147003\|1.000439\|region:ES-CT_type:landmark_source:cawiki}} · [[Categoria:Paleontological sites in Catalonia]]                           |
| El Serrat del Rostiar-2                           |           | Maastrichtià                   | Isona i Conca Dellà (Pallars Jussà)                      | IPAPC-13241 | {{ca\|El Serrat del Rostiar-2 (Isona i Conca Dellà)}} · {{WLE-AD-ES\|IPAPC-13241}} · {{Object location dec\|42.147795\|1.001709\|region:ES-CT_type:landmark_source:cawiki}} · [[Categoria:Paleontological sites in Catalonia]]                           |
| El Serrat del Rostiar-3                           |           | Maastrichtià                   | Isona i Conca Dellà (Pallars Jussà)                      | IPAPC-13242 | {{ca\|El Serrat del Rostiar-3 (Isona i Conca Dellà)}} · {{WLE-AD-ES\|IPAPC-13242}} · {{Object location dec\|42.280475\|0.997803\|region:ES-CT_type:landmark_source:cawiki}} · [[Categoria:Paleontological sites in Catalonia]]                           |
| Talús de la Carretera                             |           | Maastrichtià                   | Isona i Conca Dellà (Pallars Jussà)                      | IPAPC-13243 | {{ca\|Talús de la Carretera (Isona i Conca Dellà)}} · {{WLE-AD-ES\|IPAPC-13243}} · {{Object location dec\|42.132174\|0.978924\|region:ES-CT_type:landmark_source:cawiki}} · [[Categoria:Paleontological sites in Catalonia]]                             |
| Torrent del Carant                                |           | Campanià                       | Isona i Conca Dellà (Pallars Jussà)                      | IPAPC-13244 | {{ca\|Torrent del Carant (Isona i Conca Dellà)}} · {{WLE-AD-ES\|IPAPC-13244}} · {{Object location dec\|42.158908\|0.982925\|region:ES-CT_type:landmark_source:cawiki}} · [[Categoria:Paleontological sites in Catalonia]]                                |
| El Tossal de la Doba Nord                         |           | Maastrichtià                   | Isona i Conca Dellà (Pallars Jussà)                      | IPAPC-13245 | {{ca\|El Tossal de la Doba Nord (Isona i Conca Dellà)}} · {{WLE-AD-ES\|IPAPC-13245}} · {{Object location dec\|42.149858\|1.052163\|region:ES-CT_type:landmark_source:cawiki}} · [[Categoria:Paleontological sites in Catalonia]]                         |
| El Tossal de la Doba Nord-oest                    |           | Maastrichtià                   | Isona i Conca Dellà (Pallars Jussà)                      | IPAPC-13246 | {{ca\|El Tossal de la Doba Nord-oest (Isona i Conca Dellà)}} · {{WLE-AD-ES\|IPAPC-13246}} · {{Object location dec\|42.149641\|1.051570\|region:ES-CT_type:landmark_source:cawiki}} · [[Categoria:Paleontological sites in Catalonia]]                    |
| El Tossal de la Doba Sud                          |           | Maastrichtià                   | Isona i Conca Dellà (Pallars Jussà)                      | IPAPC-13247 | {{ca\|El Tossal de la Doba Sud (Isona i Conca Dellà)}} · {{WLE-AD-ES\|IPAPC-13247}} · {{Object location dec\|42.153137\|1.048077\|region:ES-CT_type:landmark_source:cawiki}} · [[Categoria:Paleontological sites in Catalonia]]                          |
| El Tossal de Sant Romà                            |           | Maastrichtià                   | Isona i Conca Dellà (Pallars Jussà)                      | IPAPC-13248 | {{ca\|El Tossal de Sant Romà (Isona i Conca Dellà)}} · {{WLE-AD-ES\|IPAPC-13248}} · {{Object location dec\|42.139236\|1.038421\|region:ES-CT_type:landmark_source:cawiki}} · [[Categoria:Paleontological sites in Catalonia]]                            |
| El Tossal Oest                                    |           | Maastrichtià                   | Isona i Conca Dellà (Pallars Jussà)                      | IPAPC-13249 | {{ca\|El Tossal Oest (Isona i Conca Dellà)}} · {{WLE-AD-ES\|IPAPC-13249}} · {{Object location dec\|42.153966\|1.047083\|region:ES-CT_type:landmark_source:cawiki}} · [[Categoria:Paleontological sites in Catalonia]]                                    |
| Barranc de Llauet, o del Llanet, de Guixers       |           | Maastrichtià                   | Gavet de la Conca (Pallars Jussà)                        | IPAPC-13353 | {{ca\|Barranc de Llauet (Gavet de la Conca)}} · {{WLE-AD-ES\|IPAPC-13353}} · {{Object location dec\|42.109476\|0.978267\|region:ES-CT_type:landmark_source:cawiki}} · [[Categoria:Paleontological sites in Catalonia]]                                   |
| Barranc de Davall de Serra                        |           | Maastrichtià                   | Isona i Conca Dellà (Pallars Jussà)                      | IPAPC-13354 | {{ca\|Barranc de Davall de Serra (Isona i Conca Dellà)}} · {{WLE-AD-ES\|IPAPC-13354}} · {{Object location dec\|42.119450\|0.967689\|region:ES-CT_type:landmark_source:cawiki}} · [[Categoria:Paleontological sites in Catalonia]]                        |
| Cabana de Gori                                    |           | Maastrichtià                   | Isona i Conca Dellà (Pallars Jussà)                      | IPAPC-13355 | {{ca\|Cabana de Gori (Isona i Conca Dellà)}} · {{WLE-AD-ES\|IPAPC-13355}} · {{Object location dec\|42.115724\|0.990158\|region:ES-CT_type:landmark_source:cawiki}} · [[Categoria:Paleontological sites in Catalonia]]                                    |
| Jaciment paleontològic del Camí del Pont del Molí |           | Campanià                       | Isona i Conca Dellà (Pallars Jussà)                      | IPAPC-13357 | {{ca\|Jaciment paleontològic del Camí del Pont del Molí (Isona i Conca Dellà)}} · {{WLE-AD-ES\|IPAPC-13357}} · {{Object location dec\|42.112438\|1.043941\|region:ES-CT_type:landmark_source:cawiki}} · [[Categoria:Paleontological sites in Catalonia]] |
| Costa de Castelltallat                            |           | Maastrichtià                   | Isona i Conca Dellà (Pallars Jussà)                      | IPAPC-13358 | {{ca\|Costa de Castelltallat (Isona i Conca Dellà)}} · {{WLE-AD-ES\|IPAPC-13358}} · {{Object location dec\|42.116703\|0.990699\|region:ES-CT_type:landmark_source:cawiki}} · [[Categoria:Paleontological sites in Catalonia]]                            |
| Costa de la Serra-1                               |           | Maastrichtià                   | Isona i Conca Dellà (Pallars Jussà)                      | IPAPC-13359 | {{ca\|Costa de la Serra-1 (Isona i Conca Dellà)}} · {{WLE-AD-ES\|IPAPC-13359}} · {{Object location dec\|42.125579\|0.981478\|region:ES-CT_type:landmark_source:cawiki}} · [[Categoria:Paleontological sites in Catalonia]]                               |
| Costa de la Serra-2                               |           | Maastrichtià                   | Isona i Conca Dellà (Pallars Jussà)                      | IPAPC-13360 | {{ca\|Costa de la Serra-2 (Isona i Conca Dellà)}} · {{WLE-AD-ES\|IPAPC-13360}} · {{Object location dec\|42.123595\|0.981063\|region:ES-CT_type:landmark_source:cawiki}} · [[Categoria:Paleontological sites in Catalonia]]                               |
| La Costa de la Serra-3                            |           | Maastrichtià                   | Isona i Conca Dellà (Pallars Jussà)                      | IPAPC-13361 | {{ca\|La Costa de la Serra-3 (Isona i Conca Dellà)}} · {{WLE-AD-ES\|IPAPC-13361}} · {{Object location dec\|42.122710\|0.981200\|region:ES-CT_type:landmark_source:cawiki}} · [[Categoria:Paleontological sites in Catalonia]]                            |
| Costa Roia                                        |           | Maastrichtià                   | Isona i Conca Dellà (Pallars Jussà)                      | IPAPC-13362 | {{ca\|Costa Roia (Isona i Conca Dellà)}} · {{WLE-AD-ES\|IPAPC-13362}} · {{Object location dec\|42.154626\|0.976028\|region:ES-CT_type:landmark_source:cawiki}} · [[Categoria:Paleontological sites in Catalonia]]                                        |
| Font de la Guineu                                 |           | Maastrichtià                   | Isona i Conca Dellà (Pallars Jussà)                      | IPAPC-13363 | {{ca\|Font de la Guineu (Isona i Conca Dellà)}} · {{WLE-AD-ES\|IPAPC-13363}} · {{Object location dec\|42.109734\|0.980889\|region:ES-CT_type:landmark_source:cawiki}} · [[Categoria:Paleontological sites in Catalonia]]                                 |
| Jaciment paleontològic de Gajans                  |           | Campanià                       | Isona i Conca Dellà (Pallars Jussà)                      | IPAPC-13364 | {{ca\|Jaciment paleontològic de Gajans (Isona i Conca Dellà)}} · {{WLE-AD-ES\|IPAPC-13364}} · {{Object location dec\|42.108364\|1.043053\|region:ES-CT_type:landmark_source:cawiki}} · [[Categoria:Paleontological sites in Catalonia]]                  |
| La Serra                                          |           | Maastrichtià                   | Isona i Conca Dellà (Pallars Jussà)                      | IPAPC-13365 | {{ca\|La Serra (Isona i Conca Dellà)}} · {{WLE-AD-ES\|IPAPC-13365}} · {{Object location dec\|42.129320\|0.976060\|region:ES-CT_type:landmark_source:cawiki}} · [[Categoria:Paleontological sites in Catalonia]]                                          |
| Les Moreres                                       |           | Maastrichtià                   | Isona i Conca Dellà (Pallars Jussà)                      | IPAPC-13366 | {{ca\|Les Moreres (Isona i Conca Dellà)}} · {{WLE-AD-ES\|IPAPC-13366}} · {{Object location dec\|42.089307\|1.061365\|region:ES-CT_type:landmark_source:cawiki}} · [[Categoria:Paleontological sites in Catalonia]]                                       |
| Les Torres                                        |           | Maastrichtià                   | Isona i Conca Dellà (Pallars Jussà)                      | IPAPC-13367 | {{ca\|Les Torres (Isona i Conca Dellà)}} · {{WLE-AD-ES\|IPAPC-13367}} · {{Object location dec\|42.164907\|1.008228\|region:ES-CT_type:landmark_source:cawiki}} · [[Categoria:Paleontological sites in Catalonia]]                                        |
| Magret                                            |           | Maastrichtià                   | Isona i Conca Dellà (Pallars Jussà)                      | IPAPC-13368 | {{ca\|Magret (Isona i Conca Dellà)}} · {{WLE-AD-ES\|IPAPC-13368}} · {{Object location dec\|42.148144\|1.003646\|region:ES-CT_type:landmark_source:cawiki}} · [[Categoria:Paleontological sites in Catalonia]]                                            |
| La Masia de Ramon                                 |           | Maastrichtià                   | Isona i Conca Dellà (Pallars Jussà)                      | IPAPC-13369 | {{ca\|La Masia de Ramon (Isona i Conca Dellà)}} · {{WLE-AD-ES\|IPAPC-13369}} · {{Object location dec\|42.115247\|0.974551\|region:ES-CT_type:landmark_source:cawiki}} · [[Categoria:Paleontological sites in Catalonia]]                                 |
| Pla de Sianes                                     |           | Maastrichtià                   | Isona i Conca Dellà (Pallars Jussà)                      | IPAPC-13370 | {{ca\|Pla de Sianes (Isona i Conca Dellà)}} · {{WLE-AD-ES\|IPAPC-13370}} · {{Object location dec\|42.099842\|1.054338\|region:ES-CT_type:landmark_source:cawiki}} · [[Categoria:Paleontological sites in Catalonia]]                                     |
| Prat de Sòl                                       |           | Campanià                       | Isona i Conca Dellà (Pallars Jussà)                      | IPAPC-13371 | {{ca\|Prat de Sòl (Isona i Conca Dellà)}} · {{WLE-AD-ES\|IPAPC-13371}} · {{Object location dec\|42.106611\|1.026943\|region:ES-CT_type:landmark_source:cawiki}} · [[Categoria:Paleontological sites in Catalonia]]                                       |
| Jaciment paleontològic de Puig Pedrós             |           | Maastrichtià                   | Isona i Conca Dellà (Pallars Jussà)                      | IPAPC-13374 | {{ca\|Jaciment paleontològic de Puig Pedrós (Isona i Conca Dellà)}} · {{WLE-AD-ES\|IPAPC-13374}} · {{Object location dec\|42.120988\|0.967041\|region:ES-CT_type:landmark_source:cawiki}} · [[Categoria:Paleontological sites in Catalonia]]             |
| Serrat del Calvari                                |           | Maastrichtià                   | Gavet de la Conca (Pallars Jussà)                        | IPAPC-13376 | {{ca\|Serrat del Calvari (Gavet de la Conca)}} · {{WLE-AD-ES\|IPAPC-13376}} · {{Object location dec\|42.083653\|1.031442\|region:ES-CT_type:landmark_source:cawiki}} · [[Categoria:Paleontological sites in Catalonia]]                                  |
| Planta del Mestre                                 |           | Maastrichtià                   | Abella de la Conca (Pallars Jussà)                       | IPAPC-14157 | {{ca\|Planta del Mestre (Abella de la Conca)}} · {{WLE-AD-ES\|IPAPC-14157}} · {{Object location dec\|42.152357\|1.064234\|region:ES-CT_type:landmark_source:cawiki}} · [[Categoria:Paleontological sites in Catalonia]]                                  |
| Serrat del Corb                                   |           | Cretaci superior               | Abella de la Conca (Pallars Jussà)                       | IPAPC-15503 | {{ca\|Serrat del Corb (Abella de la Conca)}} · {{WLE-AD-ES\|IPAPC-15503}} · {{Object location dec\|42.153055\|1.062101\|region:ES-CT_type:landmark_source:cawiki}} · [[Categoria:Paleontological sites in Catalonia]]                                    |
| Gavet de la Conca                                 |           | Des de Campanià a Maastrichtià | Llimiana (Pallars Jussà)                                 | IPAPC-15523 | {{ca\|Gavet de la Conca (Llimiana)}} · {{WLE-AD-ES\|IPAPC-15523}} · {{Object location dec\|42.047533\|0.946198\|region:ES-CT_type:landmark_source:cawiki}} · [[Categoria:Paleontological sites in Catalonia]]                                            |
| Pont d'Orrit 1                                    |           | Des de Campanià a Maastrichtià | Tremp (Pallars Jussà)                                    | IPAPC-16770 | {{ca\|Pont d'Orrit 1 (Tremp)}} · {{WLE-AD-ES\|IPAPC-16770}} · {{Object location dec\|42.255194\|0.739704\|region:ES-CT_type:landmark_source:cawiki}} · [[Categoria:Paleontological sites in Catalonia]]                                                  |
| Pont d'Orrit 2                                    |           | Des de Campanià a Maastrichtià | Tremp (Pallars Jussà)                                    | IPAPC-16772 | {{ca\|Pont d'Orrit 2 (Tremp)}} · {{WLE-AD-ES\|IPAPC-16772}} · {{Object location dec\|42.255156\|0.739105\|region:ES-CT_type:landmark_source:cawiki}} · [[Categoria:Paleontological sites in Catalonia]]                                                  |
| Pont d'Orrit 3                                    |           | Des de Campanià a Maastrichtià | Tremp (Pallars Jussà)                                    | IPAPC-16773 | {{ca\|Pont d'Orrit 3 (Tremp)}} · {{WLE-AD-ES\|IPAPC-16773}} · {{Object location dec\|42.254921\|0.745490\|region:ES-CT_type:landmark_source:cawiki}} · [[Categoria:Paleontological sites in Catalonia]]                                                  |
| Barranc de la Tàpera 1                            |           | Maastrichtià                   | Isona i Conca Dellà (Pallars Jussà)                      | IPAPC-16774 | {{ca\|Barranc de la Tàpera 1 (Isona i Conca Dellà)}} · {{WLE-AD-ES\|IPAPC-16774}} · {{Object location dec\|42.152363\|1.054597\|region:ES-CT_type:landmark_source:cawiki}} · [[Categoria:Paleontological sites in Catalonia]]                            |
| Barranc de la Tàpera 2                            |           | Des de Campanià a Maastrichtià | Isona i Conca Dellà (Pallars Jussà)                      | IPAPC-16775 | {{ca\|Barranc de la Tàpera 2 (Isona i Conca Dellà)}} · {{WLE-AD-ES\|IPAPC-16775}} · {{Object location dec\|42.152446\|1.053421\|region:ES-CT_type:landmark_source:cawiki}} · [[Categoria:Paleontological sites in Catalonia]]                            |
| Camí del Tossal                                   |           | Des de Campanià a Maastrichtià | Isona i Conca Dellà (Pallars Jussà)                      | IPAPC-16776 | {{ca\|Camí del Tossal (Isona i Conca Dellà)}} · {{WLE-AD-ES\|IPAPC-16776}} · {{Object location dec\|42.152777\|1.054094\|region:ES-CT_type:landmark_source:cawiki}} · [[Categoria:Paleontological sites in Catalonia]]                                   |
| Camí de les Planes                                |           | Des de Campanià a Maastrichtià | Tremp (Pallars Jussà)                                    | IPAPC-16777 | {{ca\|Camí de les Planes (Tremp)}} · {{WLE-AD-ES\|IPAPC-16777}} · {{Object location dec\|42.152558\|0.956001\|region:ES-CT_type:landmark_source:cawiki}} · [[Categoria:Paleontological sites in Catalonia]]                                              |
| Serrat de Santó                                   |           | Des de Campanià a Maastrichtià | Tremp (Pallars Jussà)                                    | IPAPC-16778 | {{ca\|Serrat de Santó (Tremp)}} · {{WLE-AD-ES\|IPAPC-16778}} · {{Object location dec\|42.153596\|0.962621\|region:ES-CT_type:landmark_source:cawiki}} · [[Categoria:Paleontological sites in Catalonia]]                                                 |
| Llau de Bas                                       |           | Des de Campanià a Maastrichtià | Tremp (Pallars Jussà)                                    | IPAPC-16779 | {{ca\|Llau de Bas (Tremp)}} · {{WLE-AD-ES\|IPAPC-16779}} · {{Object location dec\|42.157495\|0.956777\|region:ES-CT_type:landmark_source:cawiki}} · [[Categoria:Paleontological sites in Catalonia]]                                                     |
| Coll de la Torre                                  |           | Maastrichtià                   | Abella de la Conca (Pallars Jussà)                       | IPAPC-18923 | {{ca\|Coll de la Torre (Abella de la Conca)}} · {{WLE-AD-ES\|IPAPC-18923}} · {{Object location dec\|42.154768\|1.063432\|region:ES-CT_type:landmark_source:cawiki}} · [[Categoria:Paleontological sites in Catalonia]]                                   |
| Cal Gassó                                         |           | Maastrichtià                   | Abella de la Conca (Pallars Jussà)                       | IPAPC-20237 | {{ca\|Cal Gassó (Abella de la Conca)}} · {{WLE-AD-ES\|IPAPC-20237}} · {{Object location dec\|42.150550\|1.062677\|region:ES-CT_type:landmark_source:cawiki}} · [[Categoria:Paleontological sites in Catalonia]]                                          |
| Les Llaus de Doba                                 |           | Maastrichtià                   | Abella de la Conca (Pallars Jussà)                       | IPAPC-20238 | {{ca\|Les Llaus de Doba (Abella de la Conca)}} · {{WLE-AD-ES\|IPAPC-20238}} · {{Object location dec\|42.151133\|1.057131\|region:ES-CT_type:landmark_source:cawiki}} · [[Categoria:Paleontological sites in Catalonia]]                                  |
| Lo Llinar                                         |           | Maastrichtià                   | Abella de la Conca (Pallars Jussà)                       | IPAPC-20239 | {{ca\|Lo Llinar (Abella de la Conca)}} · {{WLE-AD-ES\|IPAPC-20239}} · {{Object location dec\|42.155594\|1.073044\|region:ES-CT_type:landmark_source:cawiki}} · [[Categoria:Paleontological sites in Catalonia]]                                          |
| Tossal del Gassó                                  |           | Maastrichtià                   | Abella de la Conca (Pallars Jussà)                       | IPAPC-20240 | {{ca\|Tossal del Gassó (Abella de la Conca)}} · {{WLE-AD-ES\|IPAPC-20240}} · {{Object location dec\|42.152864\|1.066140\|region:ES-CT_type:landmark_source:cawiki}} · [[Categoria:Paleontological sites in Catalonia]]                                   |
| Congost de Mont Rebei                             |           | Cretaci superior               | Sant Esteve de la Sarga (Pallars Jussà)                  | IPAPC-20244 | {{ca\|Congost de Mont Rebei (Sant Esteve de la Sarga)}} · {{WLE-AD-ES\|IPAPC-20244}} · {{Object location dec\|42.094005\|0.695317\|region:ES-CT_type:landmark_source:cawiki}} · [[Categoria:Congost de Mont-rebei]]                                      |
| Llau de la Costa                                  |           | Maastrichtià                   | Isona i Conca Dellà (Pallars Jussà)                      | IPAPC-20524 | {{ca\|Llau de la Costa (Isona i Conca Dellà)}} · {{WLE-AD-ES\|IPAPC-20524}} · {{Object location dec\|42.160859\|1.008228\|region:ES-CT_type:landmark_source:cawiki}} · [[Categoria:Paleontological sites in Catalonia]]                                  |
| Costa de les Solanes                              |           | Maastrichtià                   | Isona i Conca Dellà (Pallars Jussà)                      | IPAPC-20652 | {{ca\|Costa de les Solanes (Isona i Conca Dellà)}} · {{WLE-AD-ES\|IPAPC-20652}} · {{Object location dec\|42.161820\|1.024254\|region:ES-CT_type:landmark_source:cawiki}} · [[Categoria:Paleontological sites in Catalonia]]                              |